# Ilex attenuata
Ilex attenuata är en järneksväxtart som beskrevs av William Willard Ashe. Ilex attenuata ingår i släktet järnekar, och familjen järneksväxter. IUCN kategoriserar arten globalt som sårbar. Inga underarter finns listade i Catalogue of Life.